# Garnon Davies
Garnon John Davies (Pyle, 12 de diciembre de 1982) es un actor británico, conocido por haber interpretado a Elliot Bevan en Hollyoaks.

## Biografía
Asistió a la prestigiosa escuela Webber Douglas Academy of Dramatic Art en donde se entrenó por tres años.

## Carrera
El 9 de enero de 2007, se unió al elenco de la serie Hollyoaks, donde interpretó a Elliot Bevan hasta el 15 de noviembre de 2010. En 2008 apareció en el spin-off de la serie llamado Hollyoaks: Later, donde volvió a interpretar a Elliot. Ese mismo año participó en una campaña "antibullying".

## Filmografía

### Series de televisión
| Año         | Título            | Personaje              | Notas                     |
| ----------- | ----------------- | ---------------------- | ------------------------- |
| 2016        | Stella            | Investigador de Selina | episodio #5.10            |
| 2013        | Holby City        | Adam Buchanan          | episodio "Merry-Go-Round" |
| 2013        | Da Vinci's Demons | Sirviente              | episodio "The Devil"      |
| 2011        | Doctors           | Philip Dudley          | episodio "Tricky Dicky"   |
| 2007 - 2010 | Hollyoaks         | Elliot Bevan           | 196 episodios             |
| 2008        | Hollyoaks Later   | Elliot Bevan           | 3 episodios               |

### Apariciones
| Año | Programa | Notas       |
| --- | -------- | ----------- |
| -   | Pop idol | concursante |